# Apodosis
Als Apodosis wird in der deutschen Grammatik der Hintersatz innerhalb eines Konditional- oder Konzessivsatzgefüges bezeichnet. Als Protasis wird der Vordersatz, also die Voraussetzung im Satzgefüge, bezeichnet. Die Apodosis ist die Konsequenz aus dieser Voraussetzung.
In der Rhetorik dienen beide Begriffe zur  Unterscheidung zwischen den „spannungsschaffenden“ (Protasis) und den „spannungslösenden“ (Apodosis) Bestandteilen eines antithetischen Gedankens bzw. Satzes.
Beispiel: Wenn es regnet, nehme ich einen Regenschirm mit. Die Apodosis ist hier nehme ich einen Regenschirm mit, als Konsequenz aus der Protasis Wenn es regnet.
Bei Gero von Wilpert wird von „Apodosis“ als dem Hintersatz in einer zweigliedrigen (stilistischen oder metrischen) Periode gesprochen, vor allem nach einem Bedingungssatz.
Die Bezeichnungen Protasis und Apodosis stammen von den altgriechischen Grammatikern. Die eigentliche Bedeutung des Wortes Protasis (gr. πρότασις) ist „das Hinstrecken“, die des Wortes Apodosis (gr. ἀπόδoσις) ist „das Geben des Schuldigen“.